# Valdefuentes (Madrid)
Valdefuentes és un barri de Madrid integrat en el districte d'Hortaleza. Té una superfície de 1.679,12 hectàrees i una població de 33.448 habitants (2009). Limita al nord i oest amb el municipi d'Alcobendas, a l'est amb Timón i Corralejos (districte de Barajas), a l'oest amb Valverde (Fuencarral-El Pardo) i al sud amb els barris de Costillares (Ciudad Lineal), Pinar del Rey i Apóstol Santiago. Està delimitat al sud pel carrer de Manuel Azaña, a l'oest per l'Avinguda de Burgos, a l'est pels Caminos de Valdecarros i El Pato i al nord pel complex de Valdebebas.